# John G. Avildsen
John Guilbert Avildsen (21. prosince 1935 – 16. června 2017) byl americký filmový režisér, střihač a kameraman. Jeho nejznámějšími filmy jsou Rocky (1976), Rocky V (1990) a trilogie Karate Kid (1984, 1986 a 1989). Mezi jeho další známé snímky patří Zachraňte tygra (1973), Záhadný vzorec (1980), Noc v ráji (1983), Síla muže (1992) a 8 sekund (1994).
Roku 1977 obdržel Oscara za nejlepší režii za snímek Rocky.
Jeho posledním filmem bylo Inferno (1999). Snímek obdržel negativní recenze a měl slabé tržby, což přimělo Avildsena skončit s režií.
Často spolupracoval s hudebním skladatelem Billem Contim.

## Život a rodina
Avildsen se narodil v Oak Park v Illinois.
Režijně debutoval roku 1969 snímkem Turn on to Love. Nejprve začínal jako asistent režie na filmech Arthura Penna a Otto Premingera, první menší úspěch měl jeho druhý film Joe (1970). Poté následoval film Zachraňte tygra (1973), který byl nominován na tři Oscary a získal jednoho pro Jacka Lemmona.
Avildsenův největším úspěchem byl Rocky (1976). Film se stal nejvýnosnějším filmem z roku 1976 a získal deset nominací na Oscara a vyhrál tři, včetně Oscara za nejlepší režii. Později ještě režíroval Rockyho V (1990), který však již takový úspěch neměl.
Žádný jeho další film se úspěchu Rockyho se už nikdy nevyrovnal.
Avildsen byl dvakrát ženatý a měl čtyři děti.